# 雷門辰男
雷門 辰男（らいもん たつお、1916年10月28日 - 没年不明）は、昭和時代の大相撲力士。出羽海部屋所属。本名は山田 嘉吉。最高位は十両3枚目。

## 経歴
東京府東京市浅草区（現東京都台東区）出身。1932年1月本名の「山田」で初土俵を踏む。1940年1月十両に昇進し、「雷門嘉吉」に改名する。この場所4勝11敗と負け越し、幕下に落ちるが、1場所で十両に復帰し、「雷門辰男」と改名した。6場所十両の地位にあり、1944年1月幕下に落ち同年11月で廃業した。

## 改名
山田→雷門